# ESO 99-4
ESO 99-4 (również LEDA 90206) – galaktyka o zniekształconym kształcie, znajdująca się w gwiazdozbiorze Trójkąta Południowego w odległości około 400 milionów lat świetlnych od Ziemi. Zdeformowany kształt ESO 99-4 jest prawdopodobnie skutkiem po wcześniejszym procesie łączenia galaktyk. Główny korpus galaktyki jest w dużej mierze zakryty przez ciemne pasma pyłu.